# Biciclo

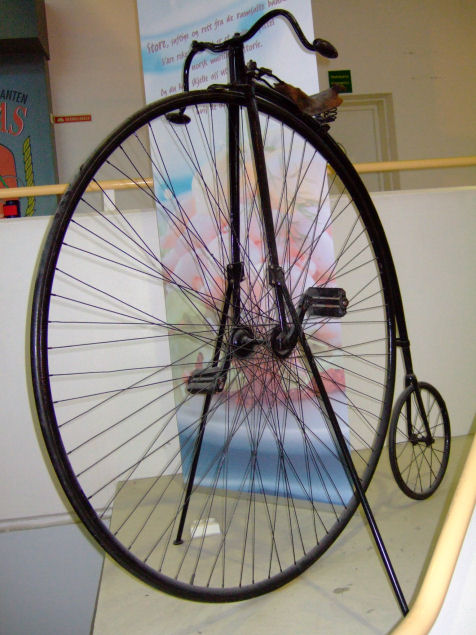
Biciclo

Se llama biciclo a un vehículo de dos ruedas de las cuales la delantera es al mismo tiempo motriz y directriz. El biciclo fue el predecesor de la bicicleta moderna, por la que fue sustituido casi por completo a partir de 1880. Fueron las primeras máquinas que se llamarían «bicicletas». 

## Historia
| |  |
| Monedas de la época victoriana: un penny y un farthing, que juntas recuerdan la silueta de un biciclo |  |

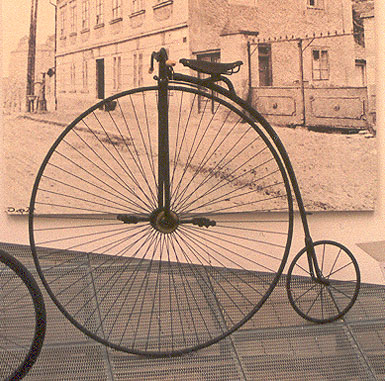
Biciclo en el Museo Škoda, República Checa

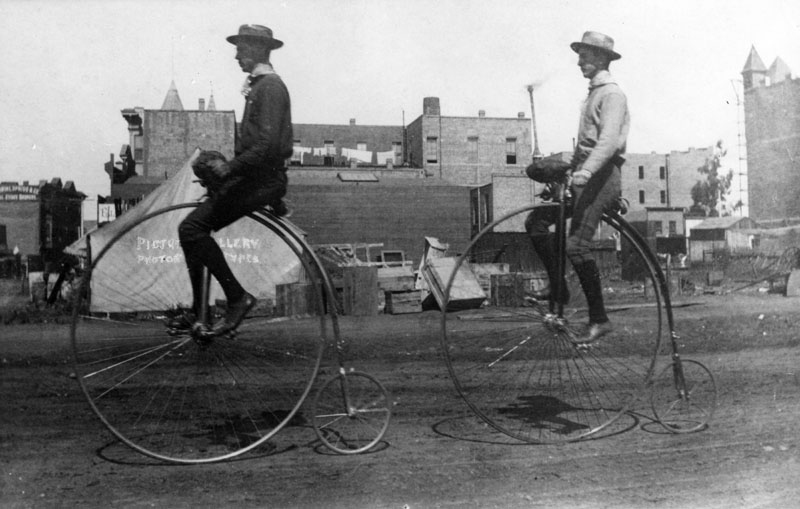
Dos hombres conduciendo biciclos en Santa Ana, California, 1886

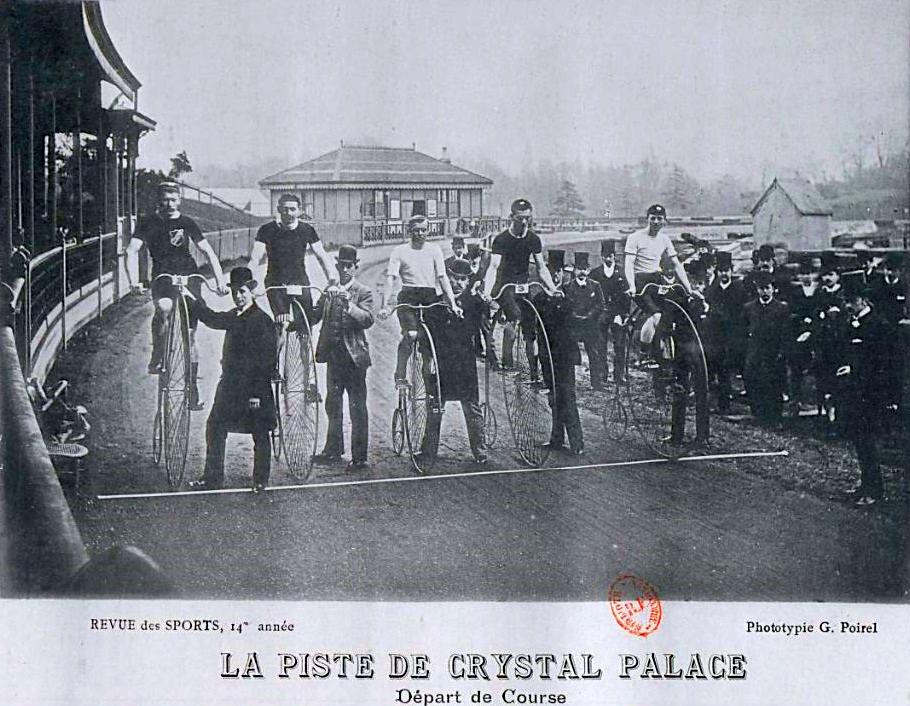
Carrera de biciclos en el Crystal Palace, Londres, marzo de 1889.

A pesar de que la primera patente de un vehículo con una gran rueda de radios de alambre se registró en Francia, el desarrollo industrial del biciclo tuvo su máximo desarrollo en Gran Bretaña, donde recibió los nombres de penny-farthing (haciendo alusión a dos tipos de monedas, una mucho más grande que la otra), high wheel (rueda alta), high wheeler (rodador alto) y ordinary (ordinaria, por ser entonces el tipo más común). Fue la primera máquina en ser llamada "bicicleta".
Era popular en la década de 1870 y 1880, con su gran rueda delantera que proporcionaba altas velocidades (gran distancia recorrida en cada rotación de las piernas) y comodidad (amortiguación de irregularidades de los caminos a través de la rueda). Quedó obsoleta a partir de finales de 1880, con el desarrollo de la bicicleta moderna, que proporcionó un desarrollo de velocidad similar a través de la cadena de transmisión, mecanismos de cambio y comodidad a través de los neumáticos, inicialmente comercializadas como "bicicletas de seguridad" debido al menor peligro de caídas graves por su menor altura.
Durante la mayor parte de su reinado, los biciclos se conocieron simplemente como "bicicletas".
Como consecuencia de la creciente difusión del velocípedo (conocido popularmente como agitahuesos), el francés Eugène Meyer inventó el diseño de la bicicleta de ruedas altas en 1869 y creó la rueda de radios de alambre tensos. Alrededor de 1870, el inventor inglés James Starley, conocido como el padre de la industria de la bicicleta en Gran Bretaña, comenzó produciendo bicicletas basadas en el agitahuesos francés, pero con ruedas delanteras de tamaño creciente, porque las ruedas delanteras más grandes, de hasta 1.5 m de diámetro, permitían alcanzar mayores velocidades en bicicletas que utilizaban un sistema de pedales directamente unidos al eje de la rueda delantera. En 1878, el estadounidense Albert Augustus Pope comenzó a producir la bicicleta Columbia en su fábrica cercana a Boston, iniciando su apogeo de dos décadas en América.
Aunque la tendencia fue de corta duración, el biciclo se convirtió en un símbolo del final de la Época victoriana. Su popularidad también coincidió con el nacimiento del ciclismo como deporte.

### Orígenes y desarrollo

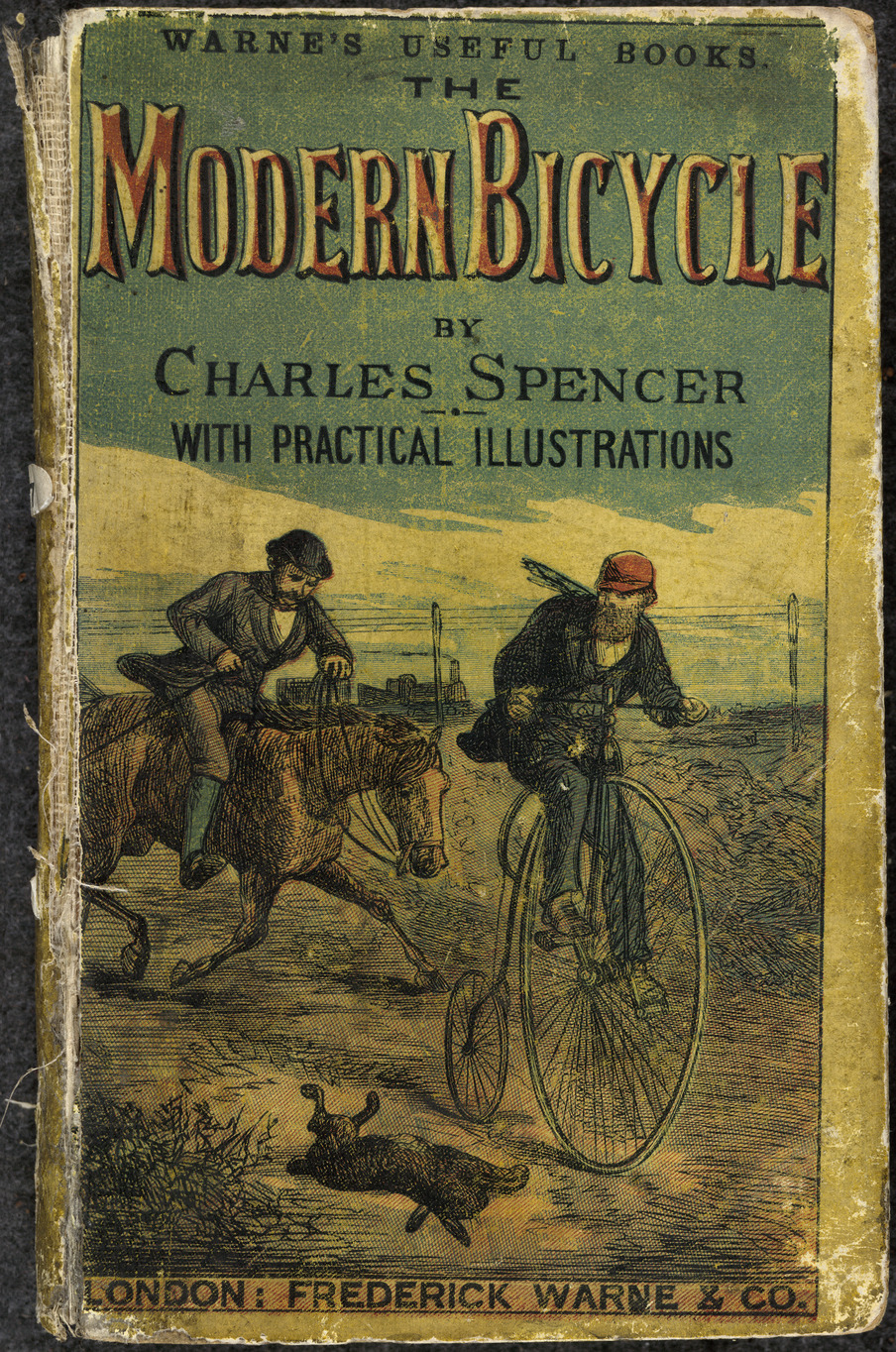
Portada de The Modern Bicycle, publicado en Londres en 1877

El parisino Eugène Meyer es actualmente considerado como el padre del biciclo por la International Cycling History Conference, condición que tradicionalmente había recaído en el británico James Starley. Meyer patentó en 1869 una rueda de radios de alambre ajustables individualmente, llamadas ruedas "araña" en Gran Bretaña cuando se introdujeron allí, y produjo un diseño clásico de bicicleta alta durante la década de 1880.
En Coventry, James Starley agregó la rueda de radios tangentes y un estribo para facilitar la subida a su famoso biciclo denominado "Ariel". Considerado como el padre de la industria ciclista británica, introdujo en sus modelos rodamientos de bolas, neumáticos duraderos y marcos de acero de sección hueca, que se convirtieron en un estándar, reduciendo el peso y haciendo que la marcha fuera mucho más suave.
Los biciclos son peligrosos debido al riesgo de caída (proyectando al ciclista de cabeza por encima del manillar). Diversos fabricantes desarrollaron manillares del tipo "moustache" (por su forma similar a una m minúscula, que recuerda a un gran bigote), permitiendo que las rodillas del ciclista pasaran por debajo sin tropezar. "Whatton", que se enrollaron detrás de las piernas, Más adelante (aunque quizás ya demasiado tarde, tras la aparición de la bicicleta de seguridad Starley), se idearon nuevas propuestas para aumentar su seguridad, como el modelo "Eagle" estadounidense 1889 y el "Star", en los que las posiciones de las ruedas grandes y pequeñas se invirtieron. Esto evitó el vuelco hacia adelante, pero generó el peligro de caerse hacia atrás cuando se pedaleaba cuesta arriba. Otros intentos incluyen mover el asiento hacia atrás y accionar la rueda con palancas o pedales oscilantes, como en el modelo "Xtraordinary"  y el "Facile", o mediante engranajes por cadena, como en el "Kangaroo" o elevando el asiento, como en el "Crypto". Otra opción fue mover el asiento hacia atrás, como en el "Rational".
Aun así, el ciclismo siguió siendo el dominio de personas acomodadas de las ciudades, y principalmente de los hombres, hasta la década de 1890, y fue un ejemplo de consumo reservado a una clase social.

### Atributos

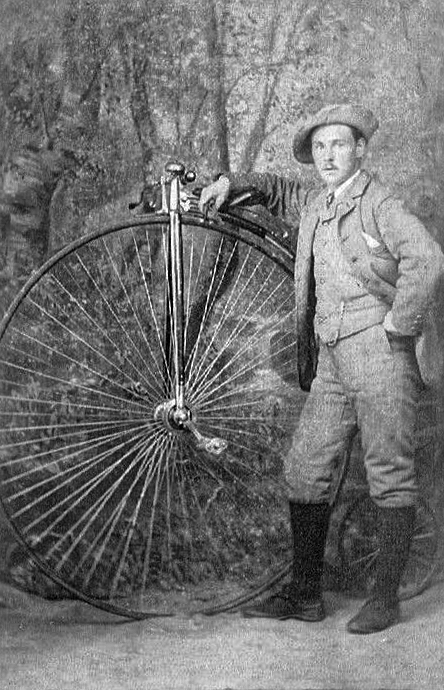
Hombre junto a un biciclo en Fife, Escocia, 1880

El biciclo usaba una rueda más grande que el velocípedo, por lo que proporcionaba velocidades más altas en todas las pendientes, excepto en las más empinadas. Además, la rueda grande permitía una marcha más suave, lo que fue muy importante antes de la invención de los neumáticos.
Aunque la posición de conducción elevada pueda parecer un obstáculo insalvable para algunos, se puede aprender a montar en un modelo más pequeño. Una vez que se domina la técnica, se puede montar y desmontar fácilmente en un gran biciclo en plano o sobre pendientes suaves.
Un atributo del biciclo es que el ciclista se sienta a bastante altura y casi sobre el eje delantero. Cuando la rueda atraviesa baches o zonas irregulares, o cuando se frena con fuerza, el ciclista puede salir proyectado hacia adelante. Estos accidentes eran relativamente comunes y un peligro significativo, a veces fatal. Los ciclistas que descendían por las colinas a menudo quitaban los pies de los pedales y los colocaban sobre la parte superior del manillar, de forma que si salían lanzados, lo hacían con los pies por delante en vez de la cabeza.
Los biciclos a menudo usaban materiales y sistemas de construcción similares a los de los velocípedos anteriores: armazones de hierro fundido, llantas de caucho macizas y cojinetes de deslizamiento para los pedales, la dirección y las ruedas. A menudo eran bastante duraderos y requerían poco mantenimiento. Por ejemplo, cuando el ciclista Thomas Stevens dio la vuelta alrededor del mundo en la década de 1880 en un biciclo, solo informó de un problema mecánico importante en más de 20.000 km, provocado cuando una milicia local confiscó su bicicleta y dañó la rueda delantera.

### Fin de una era
Los conocidos peligros del biciclo, fueron superados por sus puntos fuertes durante bastante tiempo. Si bien era una máquina difícil de utilizar y peligrosa, era más simple, más ligera y más rápida que los velocípedos más seguros de la época. Dos nuevos desarrollos cambiaron esta situación y llevaron al surgimiento de la bicicleta de seguridad. El primero fue la transmisión por cadena, originalmente utilizada en triciclos, que permite disponer de una multiplicación de velocidad independientemente del tamaño de la rueda. El segundo fue el neumático de bicicleta, que permite ruedas más pequeñas para proporcionar un desplazamiento suave.

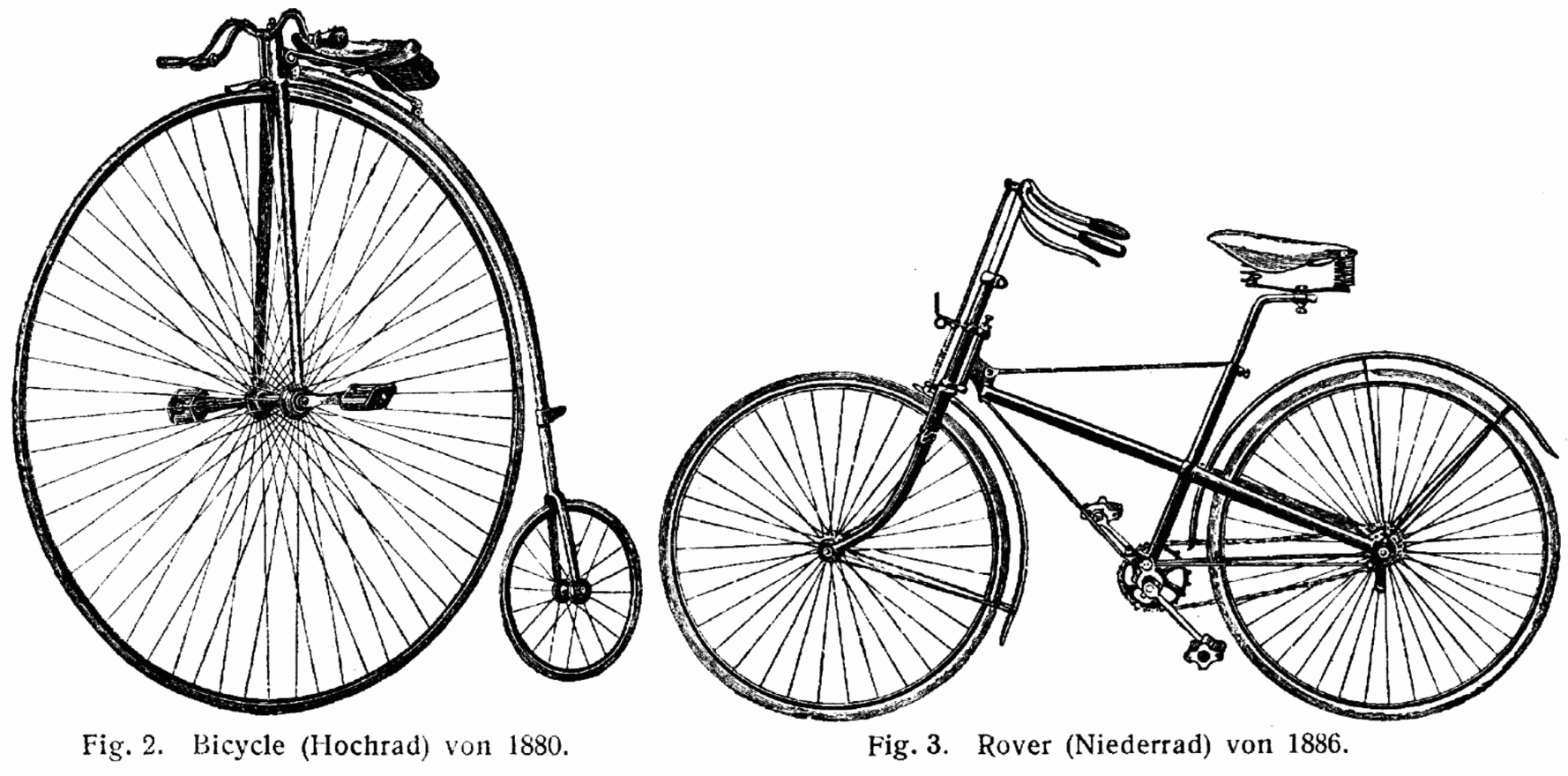
Biciclo de 1880 (izquierda), y la primera bicicleta moderna, una Rover de 1885, diseñada por J. K. Starley (derecha)

El sobrino de uno de los hombres responsables de la popularidad del biciclo fue en gran parte responsable de su desaparición. James Starley había construido el biciclo Ariel (espíritu del aire) en 1870, una innovación en su momento; pero la introducción de la cadena de rodillos como transmisión, supuso que se pudieran lograr velocidades cada vez mayores sin necesidad de utilizar una gran rueda. En 1885, el sobrino de Starley, John Kemp Starley, reunió estos nuevos desarrollos para lanzar la Rover, la primera bicicleta de seguridad moderna, llamada así porque el conductor, sentado mucho más bajo y más atrás del punto de contacto de la rueda delantera, estaba mucho menos expuesto a salir proyectado.
En 1888, cuando John Dunlop reinventó el neumático para el triciclo de su hijo, la rueda alta quedó obsoleta. La cómoda marcha proporcionada por las ruedas de gran diámetro, ahora se podía disfrutar en las bicicletas de cadena, mucho más pequeñas. En 1893, los vehículos de grandes ruedas ya no se producían. Su uso persistió hasta la década de 1920 para el ciclismo en pista, hasta que las bicicletas de seguridad de carreras se diseñaron adecuadamente.
Hoy en día, los entusiastas de los biciclos viajan en viejas máquinas restauradas, y unos pocos fabricantes construyen algunos modelos nuevos.

## Características
El biciclo es una bicicleta de transmisión directa, lo que significa que las bielas y los pedales se fijan directamente al eje de la rueda. En lugar de usar una relación de marcha para multiplicar las revoluciones de los pedales, la rueda impulsada debe estar cerca de la entrepierna del conductor para aumentar la velocidad máxima. Esto desplaza al ciclista casi sobre la rueda, y hace que no pueda alcanzar el suelo mientras está sentado en el sillín.

## Tipos
Hay dos tipos de biciclos: 
- Ordinario
- Multiplicado

### Ordinario
Está construido con acero laminado y se compone de tres partes esenciales: las dos ruedas y el cuerpo. La rueda delantera, a la vez motriz y directriz, es una gran rueda cuyo diámetro varía de 1,20 m a 1,60 m según los modelos. El biciclo es una bicicleta de transmisión directa, técnicamente es un piñón fijo; en el eje de esta rueda están fijadas a cada lado dos bielas provistas de pedales por medio de los cuales el ciclista imprime a aquella un movimiento de rotación. Dicha rueda gira en una pieza en forma de U prolongada, llamada horquilla, que termina en la parte superior en un tubo de dirección al cual está fijo un tubo horizontal llamado manubrio.
El cuerpo es la parte de la máquina que entrelaza las dos ruedas y soporta el sillín. Tiene generalmente la forma de un cuarto de círculo cuyo centro es aproximadamente el centro de la rueda delantera. El tubo de dirección está articulado en la parte delantera del cuerpo, en cuya parte superior está fija la muleta que sostiene el sillín. Finalmente, la rueda trasera es de escaso diámetro (350 mm) cuyo eje está fijo al cuerpo y sirve de segundo punto de apoyo al biciclo.

### Multiplicado
Difiere del ordinario en que las bielas, en lugar de estar fijas en el eje de la rueda motriz, accionan un mecanismo llamado multiplicación compuesto de engranajes mediante los cuales a cada revolución completa de aquellas la rueda motriz da más de una vuelta. 

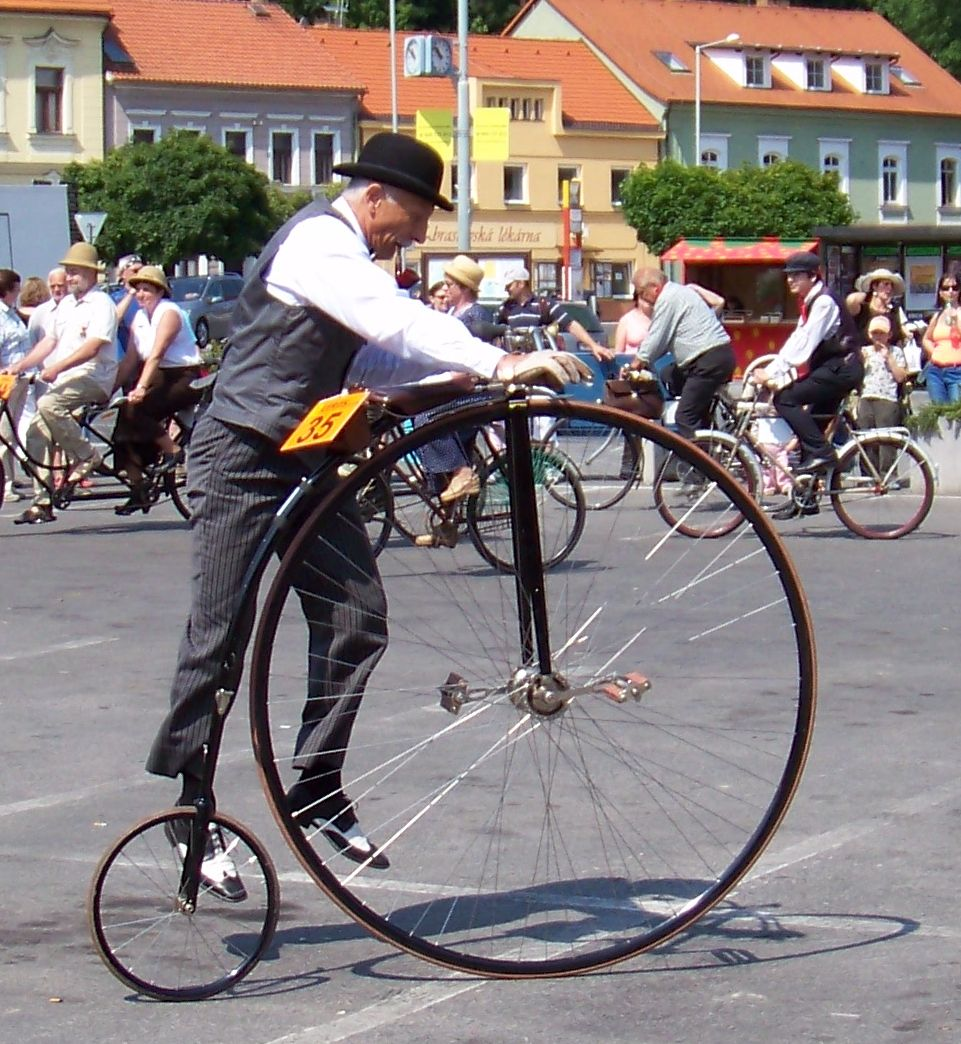
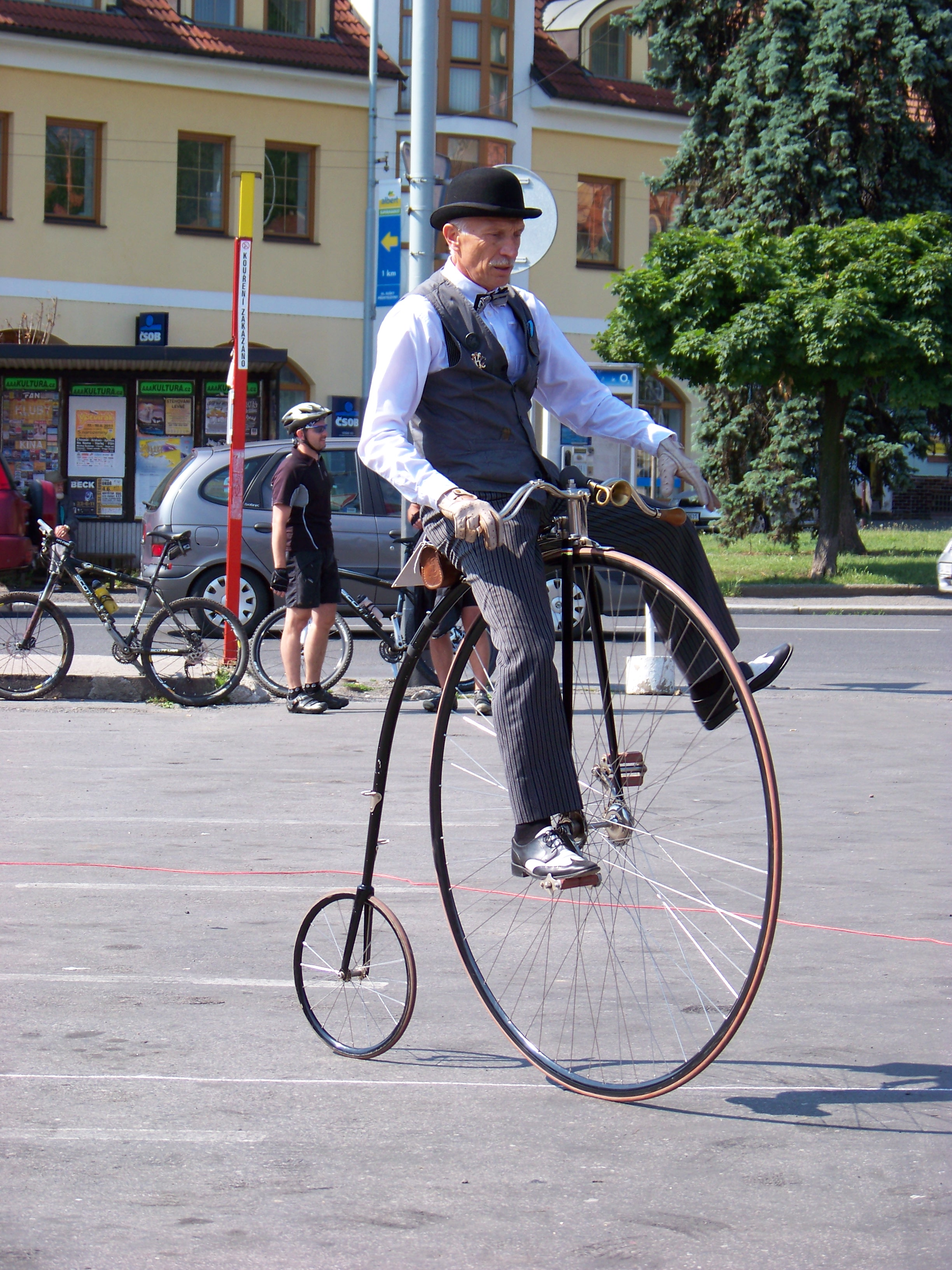
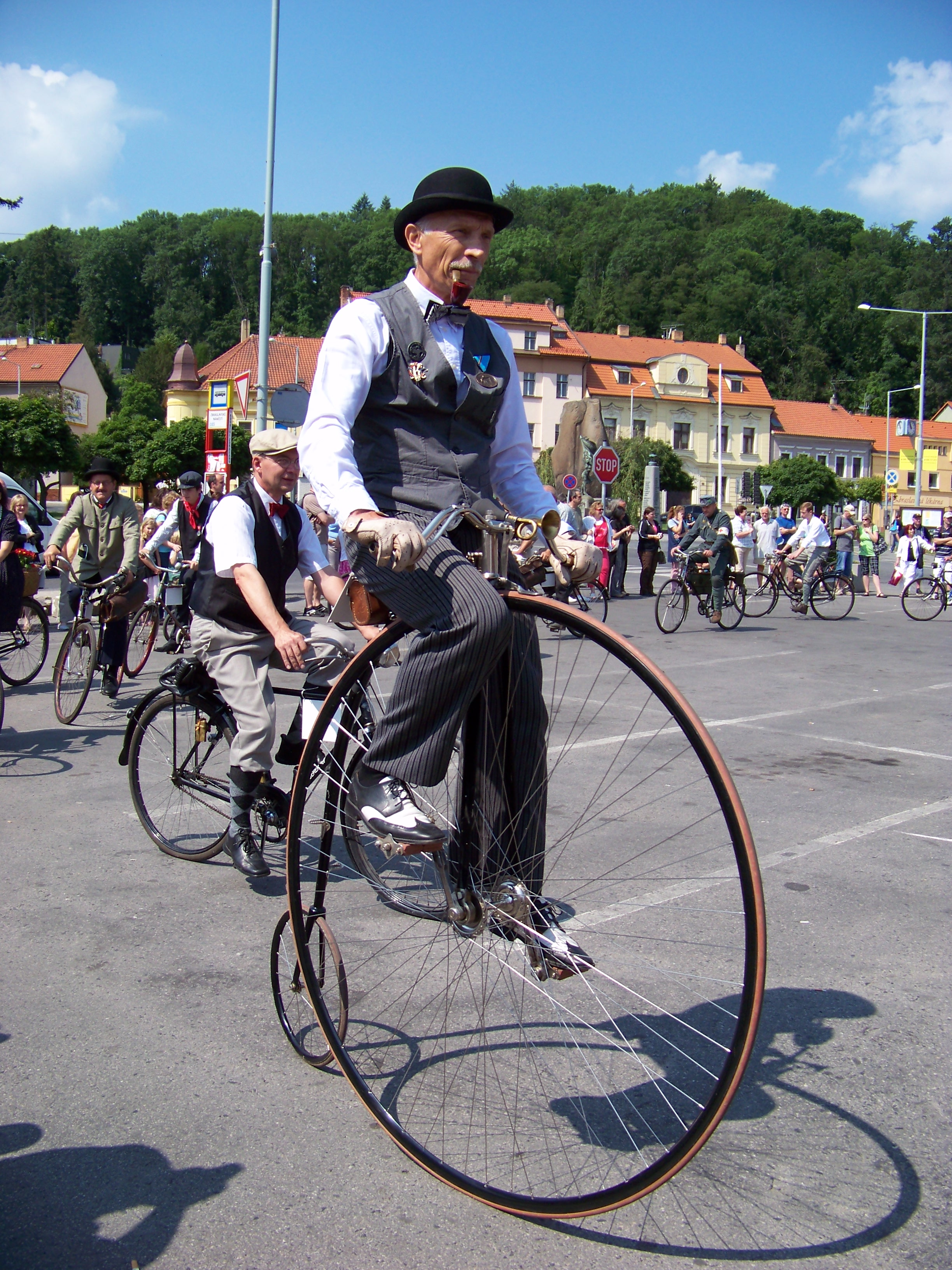
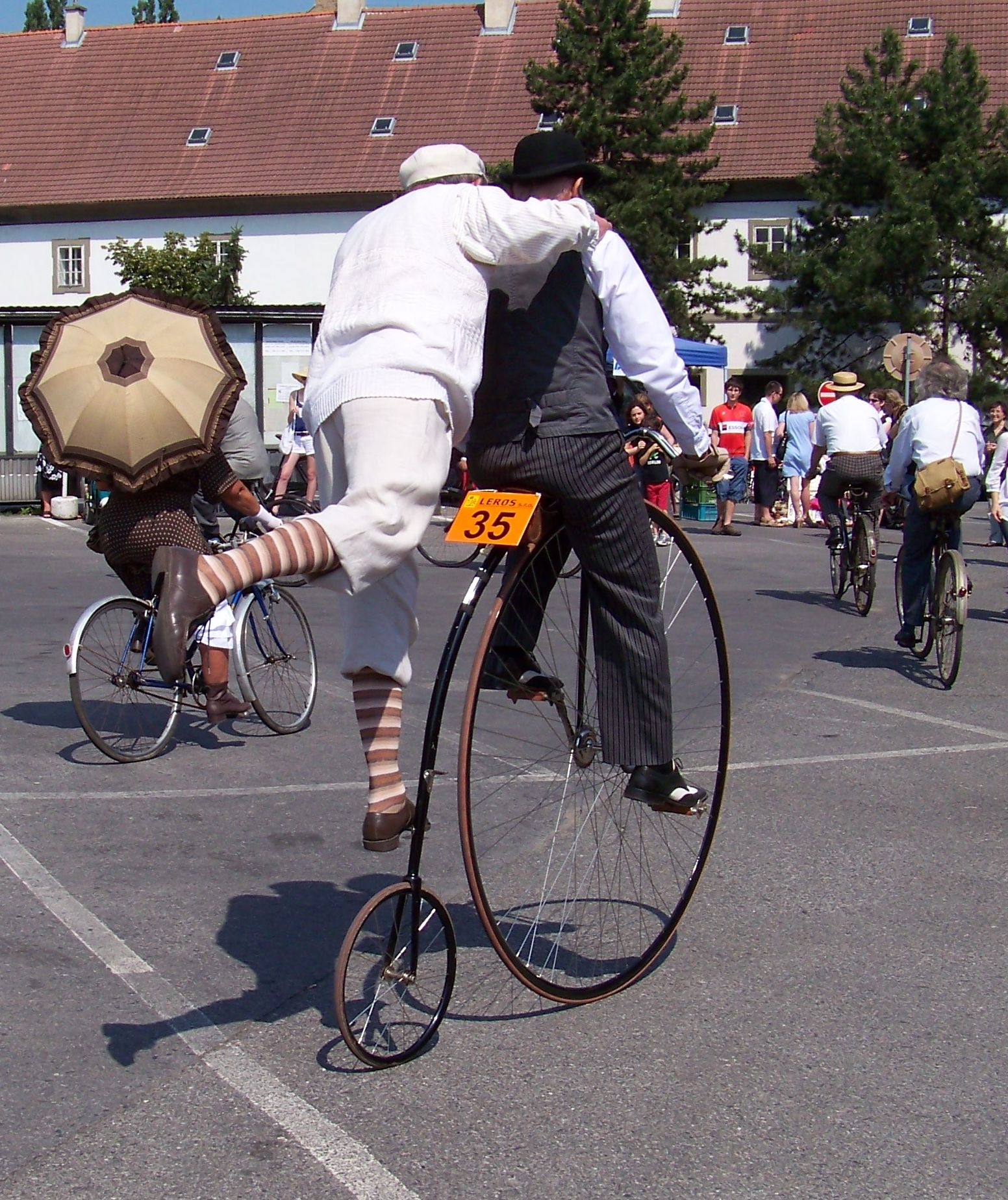

## Récords
- El primer récord de la hora se estableció en 1876, cuando Frank Dodds de Inglaterra pedaleó 25,4 km en una hora alrededor de la Universidad de Cambridge.[30][31]

- En 1886, el estadounidense William A. Rowe fijó el récord de la hora en 35,55 km.[32]

- El último registro de la hora premiado, fue probablemente el récord del aficionado inglés BW Attlee en 1891, con una marca de 34 km.[32]

- En 1884, el ciclista Thomas Stevens pedaleó en su biciclo Columbia desde San Francisco hasta Boston,[2] siendo el primer ciclista en cruzar los Estados Unidos. Entre 1885 y 1886, continuó desde Londres a través de Europa, Oriente Medio, China y Japón, para convertirse en el primero en dar la vuelta al mundo.

- La prensa informó de grandes hazañas de equilibrio de los biciclos, como el cruce de un puente sobre su pretil o la bajada de la escalinata del Capitolio de los Estados Unidos con un biciclo American Star (con la rueda pequeña en posición delantera).[33]